# Amy Tong
Amy Y. Tong (ur. 18 października 1977) – amerykańska judoczka. Olimpijka z Sydney 2000, gdzie zajęła dziewiąte miejsce w wadze półciężkiej.
Uczestniczka mistrzostw świata w 1999 i 2001. Startowała w Pucharze Świata w latach 1999–2001. Brązowa medalistka igrzysk panamerykańskich w 1999. Zdobyła cztery medale na mistrzostwach panamerykańskich w latach 1998–2001.

## Letnie Igrzyska Olimpijskie 2000
| Konkurencja | Rundy eliminacyjne    | Repasaże                | Repasaże               | Klas. końcowa |
| Konkurencja | 1/16                  | Przeciwnik I            | Przeciwnik II          | Miejsce       |
| ----------- | --------------------- | ----------------------- | ---------------------- | ------------- |
| 78 kg       | Diadenis Luna (CUB) P | Kimberly Ribble (CAN) Z | Simona Richter (ROU) P | 9.            |